# El Francàs (Sora)
El Francàs és una masia de Sora (Osona) inclosa a l'Inventari del Patrimoni Arquitectònic de Catalunya.

## Descripció
Casa de planta rectangular amb teulada de teula àrab i a dues vessants. Està orientada amb la façana principal al sud, en la qual hi podem veure la porta principal i una galeria al primer pis. Consta de planta baixa i un pis. Els materials constructius són la pedra, el formigó i la teula. El seu interior no respon al propi d'una casa de pagès en el sentit tradicional, ja que no alberga cap espai destinat a usos agraris, sinó que és exclusivament residencial. Tant la porta principal com la finestra que es troba la damunt d'aquesta són d'arc de punt rodó. El seu espai és ben aprofitat.

## Història
Tot i que existia una casa amb el mateix nom i al mateix indret, l'actual casa del Francàs va ser construïda de nou als anys 40 del segle xx, aprofitant tan sols alguns dels murs de l'antiga construcció. És tracta, doncs, d'una casa de pagès que funciona com tal, però, concebuda modernament partint de la tipologia i orientació de l'antiga casa, i adaptada a les noves necessitats. Tota ella ha estat construïda amb materials nobles i presenta l'aire característic de les petites cases rurals de la contrada.